# 魏茨曼科學研究學院

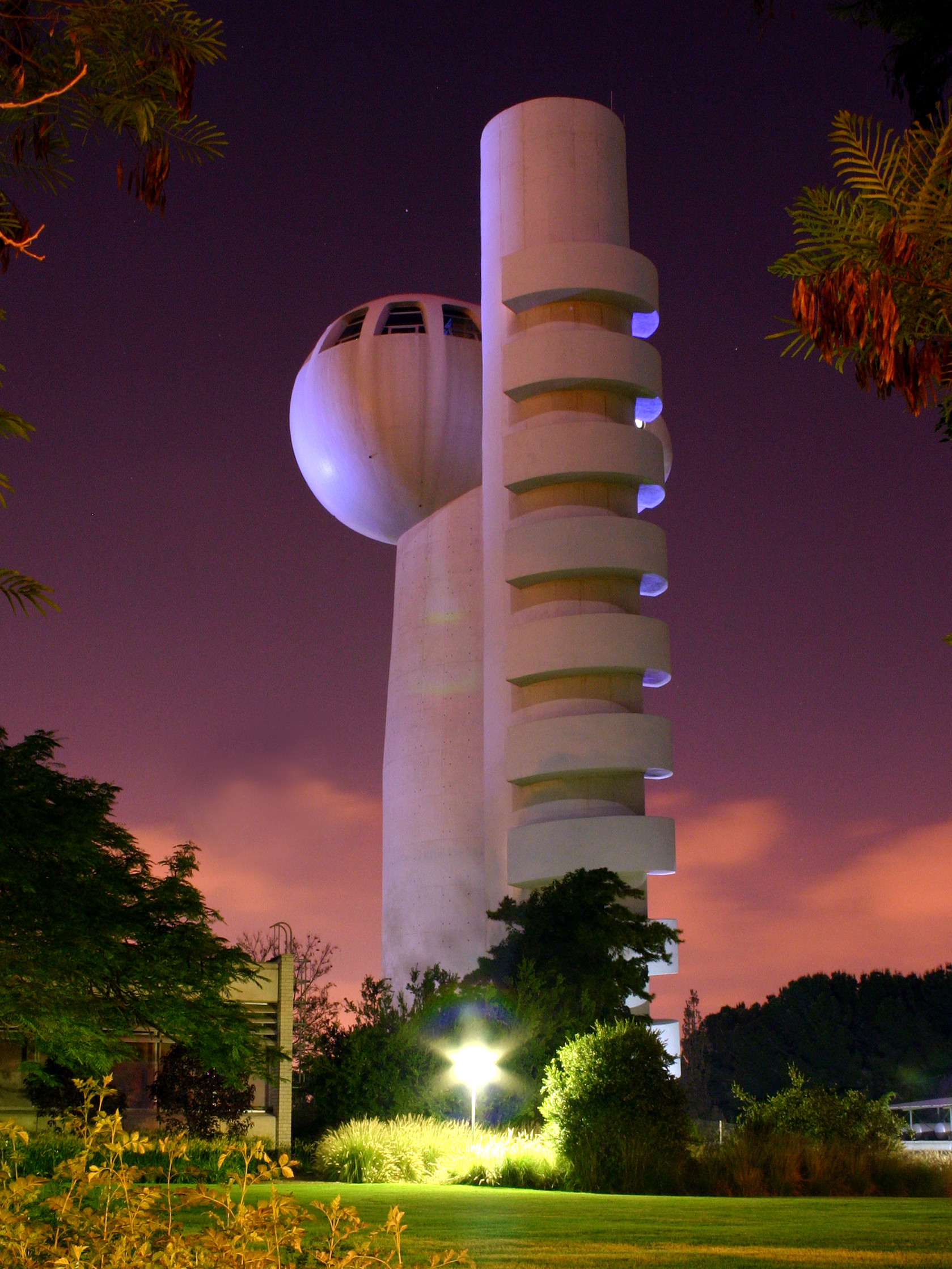
夜間的科夫勒加速器（Koffler accelerator）

魏茨曼科學研究所（希伯來語：מכון ויצמן למדע；Machon Weizmann LeMada；英语：Weizmann Institute of Science）是以色列雷霍沃特的一間大學及研究機構。它與以色列其它大學不同之處是它僅提供理科的研究生及研究生後課程。
魏茨曼科學研究所是世界領前的多學科研究中心其中之一，有約2500位科學家、博士後研究員、哲學博士生及理學碩士生，及負責科學、技術和行政事務的職員。

## 歷史

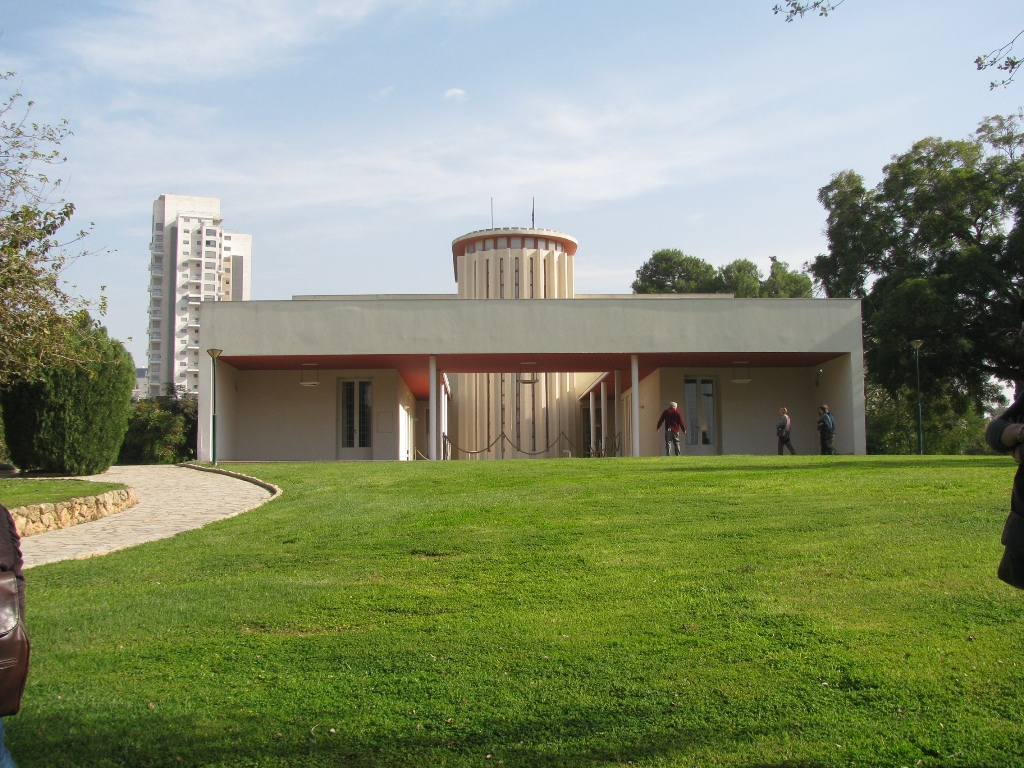
埃瑞許·孟德爾松設計的魏茨曼住所

1934年，哈伊姆·魏茨曼及Benjamin M. Bloch創立Daniel Sieff研究院，1949年11月2日更名為魏茨曼科學研究所。在魏茨曼當上以色列總統前，就在研究院的實驗室進行有機化學研究。
魏茨曼科學研究所現在頒授數學、计算机科学、物理學、化學、生物化學及生物學，以及一些跨科課程的理學碩士及哲學博士學位。
2011年，魏茨曼科學研究所被The Scientist雜誌評為非美國院校中學術界最佳工作地方。
2025年6月15日，该研究所遭到伊朗导弹袭击。

## 院系
- 生命科学院（Faculty of Life Sciences）
生命科学院（Faculty of Life Sciences）包括生物学院（Faculty of Biology）和生物化学学院（Faculty of Biochemistry）。每个学院由各具特色的系组成。
- 化学学院（Faculty of Chemistry）
- 数学与计算机学院（Faculty of Mathematics and Computer Science）
- 物理学院（Faculty of Physics）
- 科学教育系（Department of Science Teaching）
- 科学考古中心（Scientific Archaeology Unit）

## 青年活動

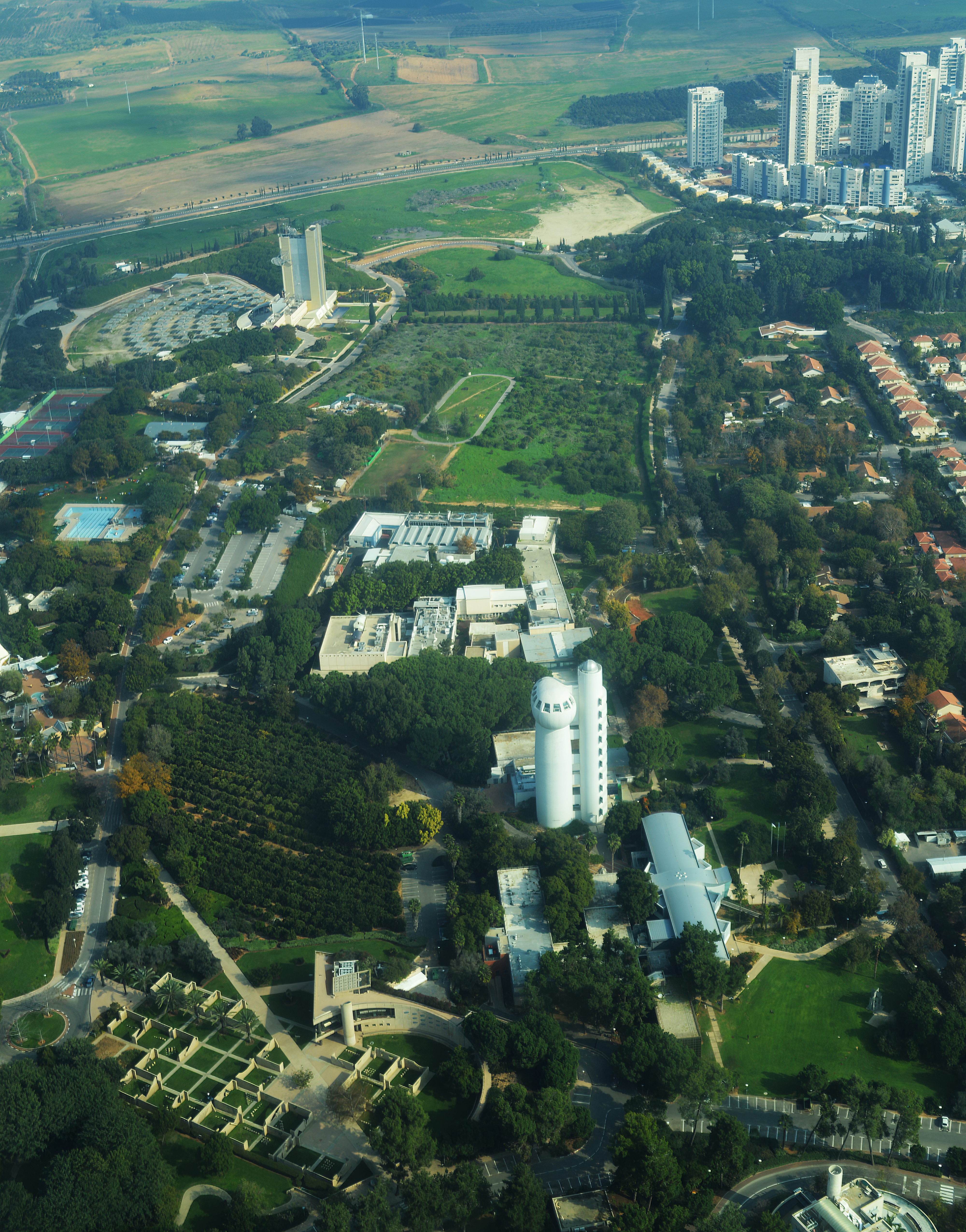
The campus

除了從事一般的學術活動之外，也提供許多教育性的青年計畫，例如科學性社團、科學營隊、競賽等。

## 校友

### 诺贝尔奖得主
阿达·约纳特（Ada E. Yonath），2009年诺贝尔化学奖获得者之一，首位获得诺贝尔奖的以色列籍女性。
迈克尔·莱维特（Michael Levitt），是一位出生于南非的犹太裔美国、英国、以色列籍生物物理学家，现任美国斯坦福大学结构生物学教授，美国国家科学院院士，研究专长为计算生物学。 莱维特与马丁·卡普拉斯、阿里耶·瓦舍尔，因“为复杂化学系统创造了多尺度模型”，共同获得2013年诺贝尔化学奖。
阿里耶·瓦谢尔（Arieh Warshel），是一位出生于英属巴勒斯坦托管地的犹太裔美国、以色列籍生物化学家，现任美国南加州大学教授，也是美国国家科学院院士和皇家学会外籍会员。 2013年因“为复杂化学系统创造了多尺度模型”，与马丁·卡普拉斯、迈克尔·莱维特一同获得诺贝尔化学奖。

### 图灵奖得主
莎菲·戈德瓦塞尔（Shafrira Goldwasser）是一位在美国出生的以色列计算机科学家。麻省理工学院电子工程和计算机科学的一名教授，以色列魏茨曼科学研究学院数学科学的一名教授。2012年她和希尔维奥·米卡利因其密码学的杰出工作获得图灵奖。她是美国工程院院士。
阿米尔·伯努利（Amir Pnueli），以色列计算机科学家。1996年因“开创性地将时序逻辑引入计算机科学和对程序和系统验证领域的杰出贡献”而获得图灵奖。ACM会士。
阿迪·萨莫尔（Adi Shamir）是一名以色列密码学家。他与罗纳德·李维斯特和伦纳德·阿德曼共同发明了RSA加密算法；与Uriel Feige和Amos Fiat共同发明了 Feige–Fiat–Shamir identification scheme;differential cryptanalysis的发明者之一以及在密码学和计算机科学等领域做出许多杰出贡献而知名。RSA被广泛使用在计算机安全应用上，包括https。2002年，他与罗纳德·李维斯特和伦纳德·阿德曼一起因在公钥密码学RSA加密算法取得的杰出贡献而获得图灵奖。

## 外部連結
- Weizmann Institute of Science Website （页面存档备份，存于） （英文）
- The Institute's scientific activities （页面存档备份，存于） （英文）
- Institute's blog （页面存档备份，存于） on ScienceBlogs
- American Committee for the Weizmann Institute of Science （页面存档备份，存于） （英文）

31°54′27″N 34°48′33″E / 31.90750°N 34.80917°E